# Linda Spa
Gerlinde Spaziere, conocida como Linda Spa (Viena, 4 de septiembre de 1968) es una música, compositora, arreglista y saxofonista austríaca.
Es conocida por su larga participación en el grupo de música electrónica Tangerine Dream donde interpretó el saxofón y los teclados, participó en grabaciones entre los años 1992 y 2013 y realizó giras internacionales hasta el fallecimiento de Edgar Froese en enero de 2015 momento a partir del que se desvinculó del grupo.
Como miembro de Tangerine Dream ha sido nominada en cinco ocasiones a los Premios Grammy con los álbumes Rockoon (1992), 220 Volt Live (1993), Turn Of The Tides (1994) y Tyranny of Beauty (1995). También obtuvo una nominación por el arreglo de la canción Purple Haze, original de Jimi Hendrix.

## Biografía

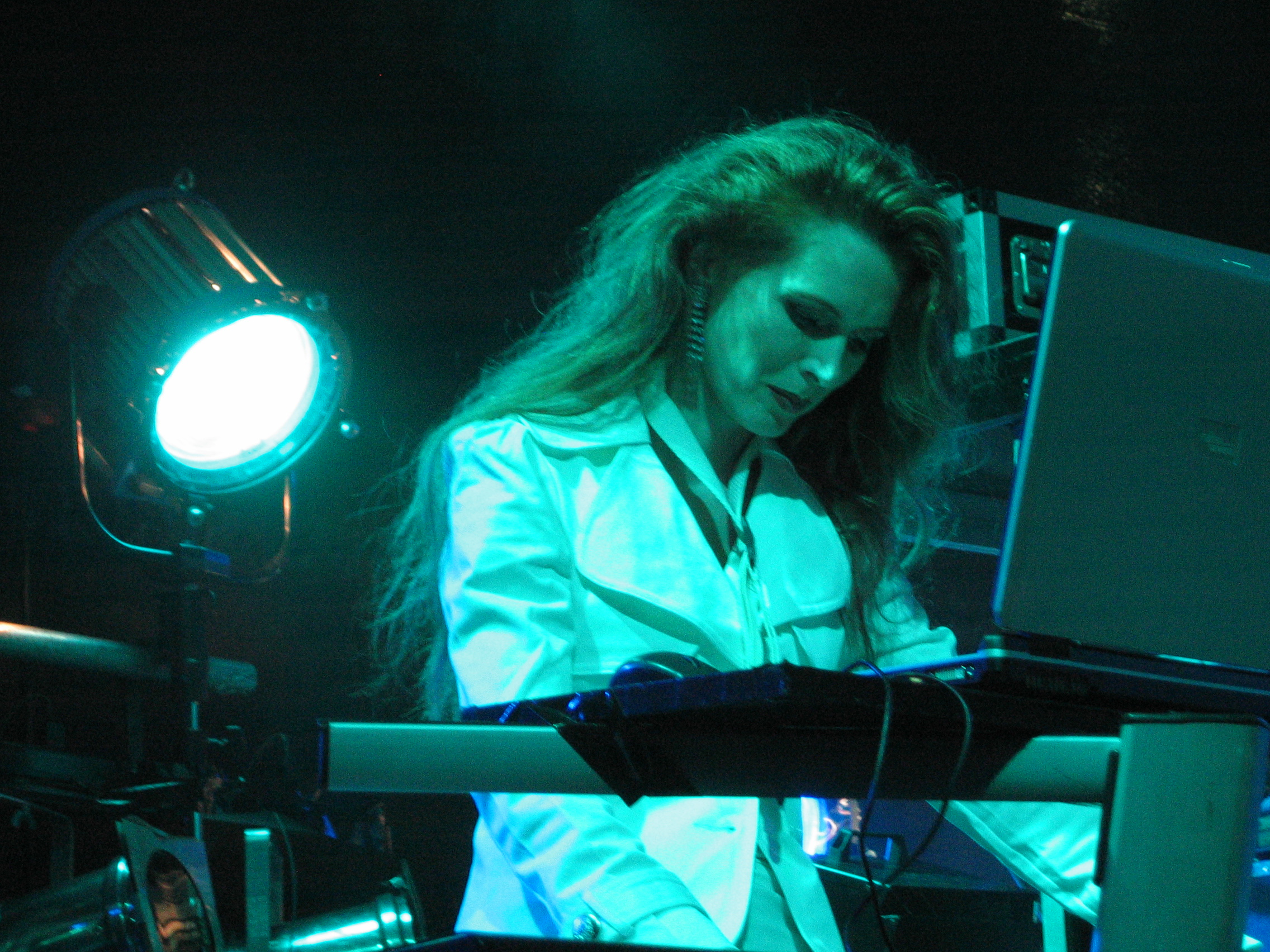
Linda Spa durante un concierto de Tangerine Dream en 2007

Nació el 4 de septiembre de 1968 en Viena (Austria), Linda Spa inicialmente comenzó a cursar estudios en diseño de moda, profesión que ejercían sus padres, pero pronto comenzó su formación musical. Estudió flauta, clarinete, saxofón y composición en la Universidad de Viena. Posteriormente también cursó estudios en dirección de orquesta y como arreglista musical.

### Tangerine Dream
En 1991 Spa comenzó a colaborar con Edgar Froese y Tangerine Dream. Su primera interpretación fue al saxofón en I Just Want to Rule My Own Life Without You (1991), banda sonora de la serie de televisión alemana Tatort cantada por Chi Coltrane.

Los experimentos de Tangerine Dream con vocalistas han sido un éxito o negativos. Desafortunadamente esta colaboración con Chi Coltrane para la serie de televisión alemán Tatort es de estos últimos. Coltrane en su mayor parte ignora la música de fondo evidenciando que ella y el grupo nunca tocaron juntos en el mismo estudio (lo que hizo la banda con cierto éxito con Jon Anderson en la banda sonora de Legend).
Crítica de Brian E. Kirby en AllMusic 

A partir de 1992 se integró como miembro regular del grupo con el que participó en casi todas las grabaciones en estudio del grupo en dos etapas. Entre 1991 y 1997 participó en casi todas las grabaciones obteniendo cinco nominaciones a los premios Grammy. Tras unos años en que se dedicó a proyectos personales volvió a Tangerine Dream entre 2004 y 2014 donde realizó grabaciones de álbumes y participó en las giras internacionales.

### En Solitario

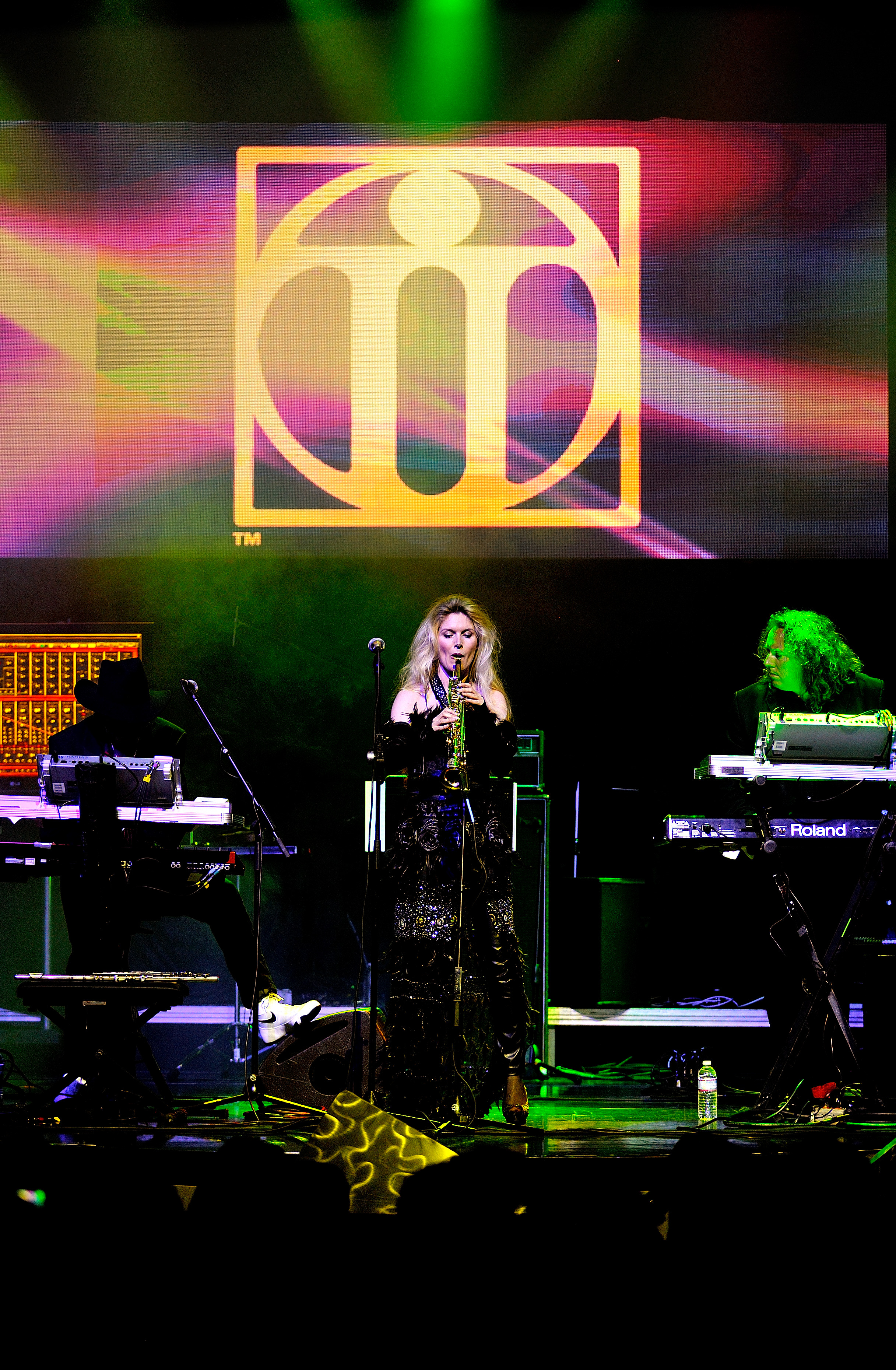
Linda Spa durante un concierto de la gira Cruise to the Edge de Tangerine Dream en 2014.

Tras el fallecimiento de Edgar Froese, Linda Spa se desvinculó de los proyectos de Tangerine Dream. En redes sociales anunció el proceso de composición y grabación de su primer álbum en solitario cuya presentación está prevista para 2018.

## Discografía
Con Tangerine Dream
- Rockoon (Miramar, 1992)
- 220 Volt Live (Miramar, 1993)
- Dreamtime (Miramar, 1993)
- Turn Of The Tides (Virgin, 1994)
- Tyranny Of Beauty (Virgin, 1995)
- Goblins Club (Sequel Records, 1996)
- Dream Encores (TDI Music, 1998)
- Arizona '92 Live (TDI Music, 2004)
- East (TDI Music, 2004)
- Jeanne D'Arc - La Révolte Éternelle (TDI Music, 2005)
- Tangerine Dream Plays Tangerine Dream (Eastgate, 2006)
- Paradiso (Eastgate, 2006)
- 35th Phaedra Anniversary Concert (Voiceprint, 2007)
- One Night In Space (Eastgate, 2007)
- Orange Odyssey (Live Open Air Concert July 2007) (Eastgate, 2007)
- London Astoria Club Concert 2007 (Eastgate, 2007)
- Madcap's Flaming Duty (Eastgate, 2007)
- The Epsilon Journey (Eastgate, 2008)
- Loreley (Eastgate, 2008)
- Views From A Red Train (Eastgate, 2008)
- Autumn In Hiroshima (Eastgate, 2008)
- Choice (Eastgate, 2008)
- The London Eye Concert (Eastgate, 2009)
- Izu (Eastgate, 2010)
- Under Cover - Chapter One (Eastgate, 2010)
- The Electronic Journey (Eastgate, 2010)
- The Gate Of Saturn (Live At The Lowry Manchester 2011) (Eastgate, 2011)
- Knights Of Asheville - Tangerine Dream Live At The Moogfest In Asheville 2011 (Eastgate, 2011)
- Live In Budapest At Béla Bartók National Concert Hall (Eastgate, 2012)
- Live At Admiralspalast Berlin (Eastgate, 2012)
- Tangerine Dream And Brian May - Starmus - Sonic Universe (Eastgate, 2013)